# Sondalo
Sondalo (dt. veraltet: Sundal) ist eine Gemeinde in der italienischen Provinz Sondrio (Lombardei). Die Gemeinde gehört zur Berggemeinde Alta Valtellina.

## Lage und Einwohner
Sondalo liegt 47 km nordöstlich von der Provinzhauptstadt Sondrio, direkt an der Staatsstraße 38 zwischen Sondrio und dem Stilfser Joch. Die Gemeinde hat 3863 Einwohner (Stand 31. Dezember 2023), zu der auch die Fraktionen Migiondo, Sommacologna, Somtiolo, Mondadizza, Grailè, Le Prese, Frontale, Fumero, Taronno, Montefeleito, Verzedo und Bolladore gehören.
Die Nachbargemeinden sind Grosio, Valdisotto und Valfurva.

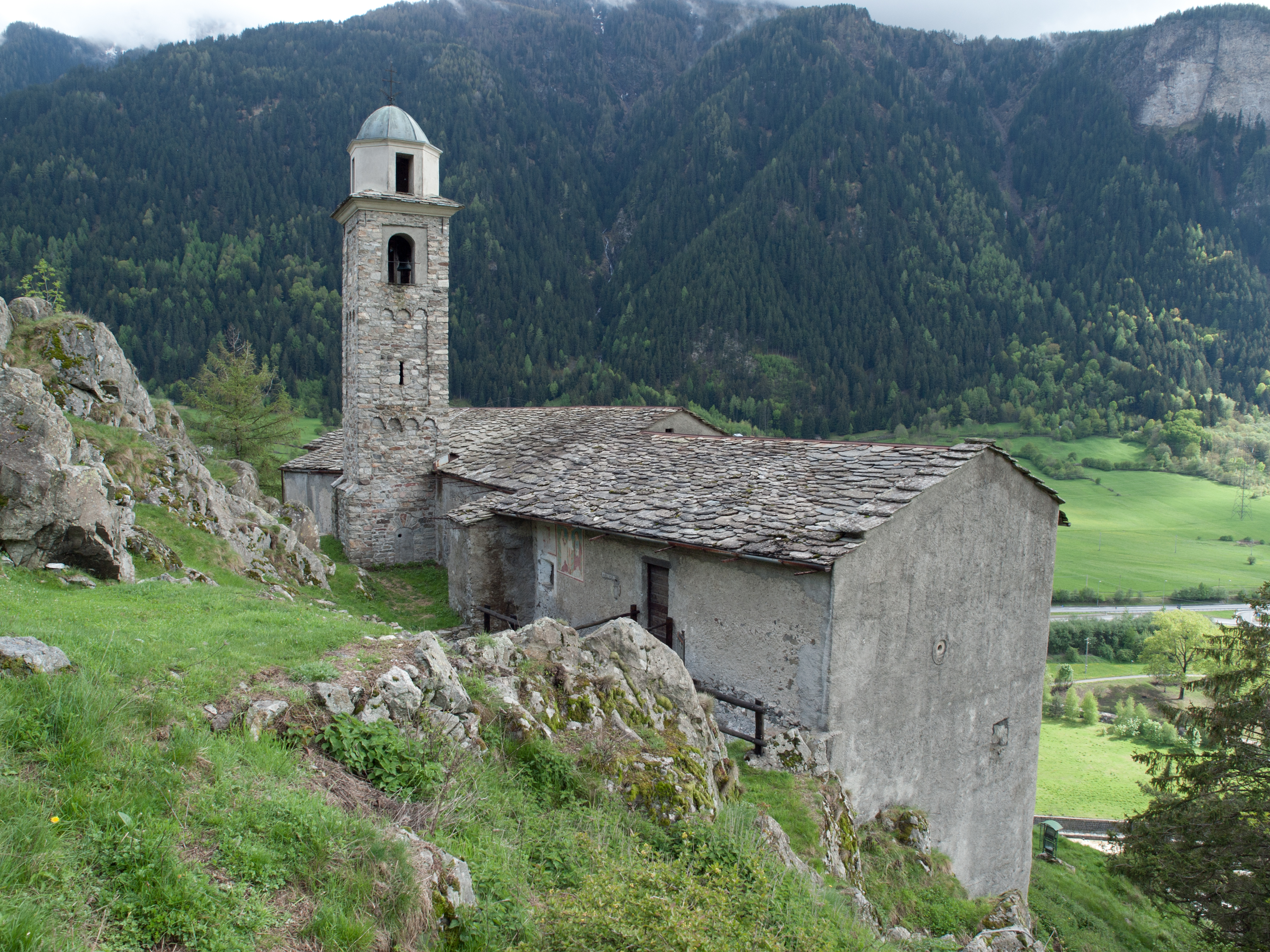
Kirche Sant’Agnese

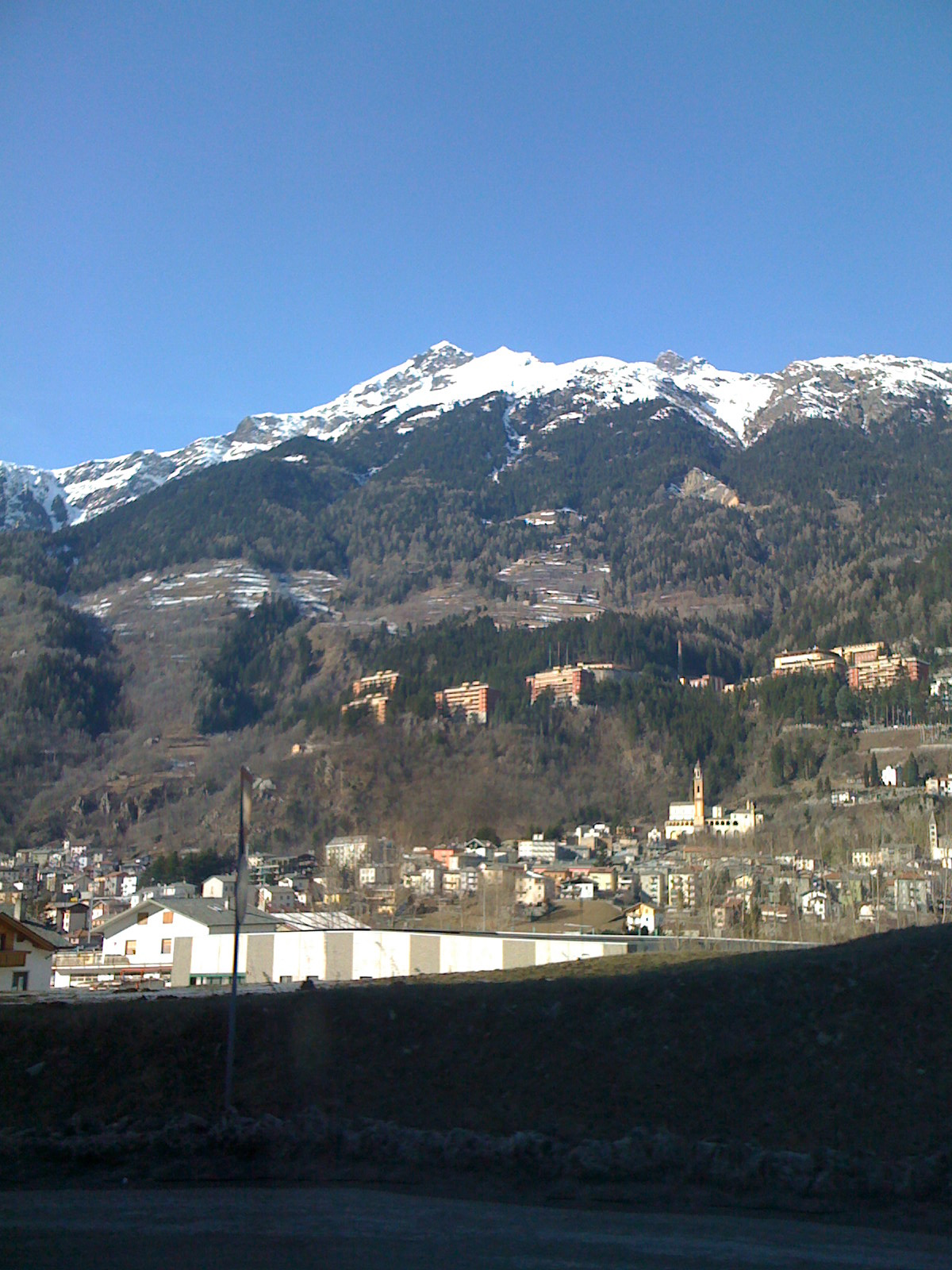
Sondalo

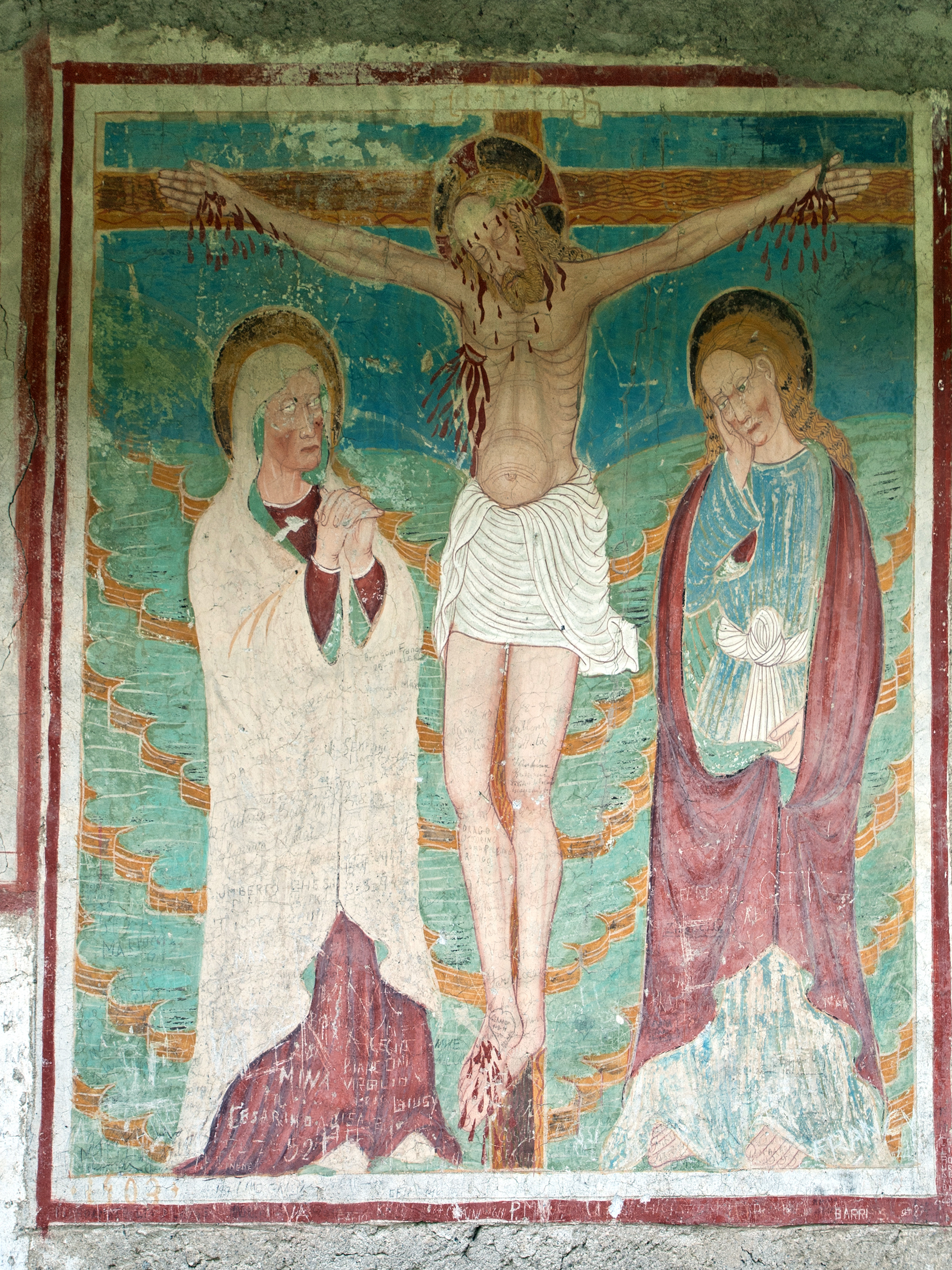
Kirche Sant’Agnese: Fresko der Kreuzigung

## Sehenswürdigkeiten
- Propsteikirche Santa Agnese mit Fresko der Kreuzigung (XIII Jahrhundert).
- Kirche Santa Marta mit Fresken Storie di Santa Marta von Giovannino da Sondalo (15. Jahrhundert).
- Alte Kirche Sant’Agnese (11. Jahrhundert) mit romanischen Fresken.
- Kirche Apparizione della Vergine alla Biorca im Ortsteil Mondadizza bewahrt der Gemälde Madonna mit Kind und Heilige von Cipriano Valorsa.
- Kirchlein im Ortsteil Serravalle, es gehörte zum Kloster Sant’Abbondio von Como, bewahrt in der Apsis Fresken (1494) und Spuren von anderen aus der karolingischen und ottonischen Zeit.
- Kirche San Bartolomeo di Castelàz im Ortsteil Morignone, bewahrt Fresken Storie della Passione di Cristo von Giovannino da Sondalo (15. Jahrhundert) und andere im Presbyterium von Cipriano Valorsa.
- Museo dei Sanatori di Sondalo (2015)

## Unternehmungen
- Der große Komplex des Regionalen Klimaregionalkrankenhauses von Bormio und Sondalo und Krankenhaus und Sanatorium Eugenio Morelli.
- Sanatorien von Villaggio Morelli und Pineta di Sortenna, erstes italienischen Sanatorium gegründet von Ausonio Zubiani, erbaut im Liberty (1903).

## Söhne und Töchter
Chronologisch sortiert nach Geburtsjahr.
- Guido Giacomelli (* 1980), Skibergsteiger
- Christian De Lorenzi (* 1981), Biathlet
- Katia Zini (* 1981), Shorttrackerin
- Mattia Coletti (* 1984), Skibergsteiger
- Elisa Fleischmann (* 1985), Skibergsteigerin
- Michela Andreola (* 1986), Biathletin
- Roberto Nani (* 1988), Skirennläufer
- Lucia Peretti (* 1990), Shorttrackerin
- Thomas Bormolini (* 1991), Biathlet
- Elena Viviani (* 1992), Shorttrackerin
- Federica Sosio (* 1994), Skirennläuferin
- Arianna Valcepina (* 1994), Shorttrackerin
- Alessio Martinelli (* 2001), Radrennfahrer
- Elisa Confortola (* 2002), Shorttrackerin

## Sondalo in den Medien
1973 drehte der Regisseur Vittorio De Sica in der Umgebung Sondalos den Film „Ein kurzer Urlaub“ (Una Breve Vacanza) mit Florinda Bolkan.